# Mariano de Aycinena y Piñol
Mariano de Aycinena y Piñol, né le 16 septembre 1789 à Guatemala et mort dans la même ville le 29 mars 1855, est un homme politique guatémaltèque. 
Membre d'une riche famille de marchands, la famille Aycinena, Mariano est un leader de l’indépendance guatémaltèque vis-à-vis de l'Espagne. 
De tendance conservatrice, Il est Chef suprême de l’État du Guatemala dans le cadre de la Fédération centraméricaine du 1er mars 1827 au 12 avril 1829 et patriarche de la famille Aycinena. Il est l’un des signataires de l’indépendance de l’Amérique centrale et fait pression pour l’annexion de l’Amérique centrale par l’Empire mexicain d’Agustín de Iturbide. Cet arrangement a pour but de maintenir la position économique et les privilèges de la famille après l’indépendance.
Il est expulsé avec sa famille en 1829 après avoir été vaincu par Francisco Morazán. Il s’exile aux États-Unis, puis au Mexique. Il revient au Guatemala après que les conservateurs se sont alliés au général Rafael Carrera, mais il se retire finalement de la vie publique et confie la direction de la famille Aycinena à Juan José de Aycinena y Piñol.

## Biographie
Mariano de Aycinena y Piñol est membre et chef d'une riche et influente famille de marchands guatémaltèques, la famille Aycinena, qui détient le monopole commercial en Amérique centrale pendant l’ère coloniale espagnole et plus tard grâce au Consulado de Comercio. Il est le fils cadet du premier marquis d’Aycinena, Juan Fermín de Aycinena (1729-1796). 

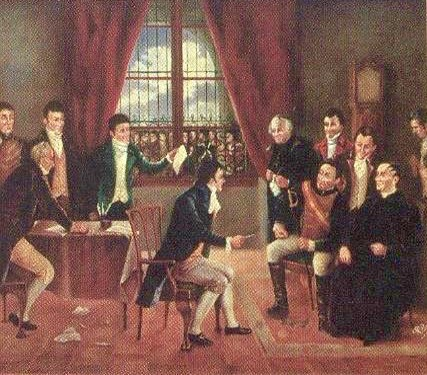
Signature de la déclaration d'indépendance des colonies de l'Amérique centrale le 15 septembre 1821. Mariano de Aycinena est assis au centre de cette peinture de Rafael Beltranena.

Il se heurte au capitaine-général José de Bustamante y Guerra alors qu'il est responsable du Ayuntamiento (conseil municipal) en 1812,.
En 1821, Ferdinand VII prend le pouvoir en Espagne et, déjà affaibli par les invasions françaises et d'autres conflits au Mexique, tente d'établir un début de constitution avec le plan d'Iguala. Ceci conduit Aycinena y Piñol avec d'autres criollos de réclamer au capitaine général Gabino Gaínza l'indépendance pour le Guatemala et le reste des régions de l'Amérique centrale. Il est l'un des signataires de la déclaration d'indépendance face à l'Empire espagnol et milite ensuite afin d'annexer le territoire au profit de l'Empire mexicain d'Agustín de Iturbide en raison de sa nature conservatrice et ecclésiastique. Aycinena demeure en poste à la législature et est conseiller du gouverneur du Guatemala pendant les années qui suivent.
En octobre 1826, le président Manuel José Arce y Fagoaga de la République fédérale d'Amérique centrale dissout la législature et tente d'établir un régime unitaire pour l'État, passant d'une politique libérale à une politique conservatrice que Aycinena dirigerait. Le reste de l'Amérique centrale ne veut pas de ce système et exige l'expulsion de la famille Aycinena du pouvoir, ce qui donne naissance à la première guerre civile centraméricaine (en) (1826-1829) qui voit l'émergence du général hondurien Francisco Morazán.

### Gouverneur de l'État du Guatemala
Aycinena est nommé gouverneur du Guatemala le 1er mars 1827 par le président Manuel José Arce y Fagoaga. Durant cette période, il agit en dictateur en censurant la presse et les œuvres littéraires d'idéologie libérale. Il établit aussi la loi martiale et réactive la peine de mort. La dîme obligatoire est réintroduite pour le clergé séculier de l'Église catholique.

### Invasion du général Morazán en 1829

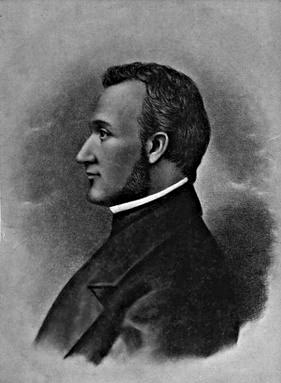
Francisco Morazán, caudillo libéral du Honduras.

Morazán et les forces libérales affrontent les forces fédérales conservatrices du général guatémaltèque Manuel Arzú (en) à San Miguel au Salvador. Les forces d'Arzú quittent le Salvador en laissant la charge du pays au colonel Montúfar. Il traverse la rivière Lempa avec 500 hommes, car le reste des troupes était demeuré à San Salvador. Entre temps, le général Arzú, feignant d'être malade et retournant au Guatemala, laisse le commandement au lieutenant-colonel Antonio de Aycinena. Avec 500 hommes, Morazán affronte Aycinena à San Antonio qui est défait le 9 octobre. Morazán fait ensuite une entrée triomphale à Salvador le 23 octobre et se dirige ensuite vers Ahuachapán afin d'organiser des troupes pour renverser le gouvernement conservateur et aristocratique guatémaltèque dirigé par Mariano Aycinena y Piñol. Apprenant les intentions de Morazán, Aycinena y Piñol tente sans succès de négocier avec le général qui désire renverser le gouvernement peu importe le coût nécessaire.

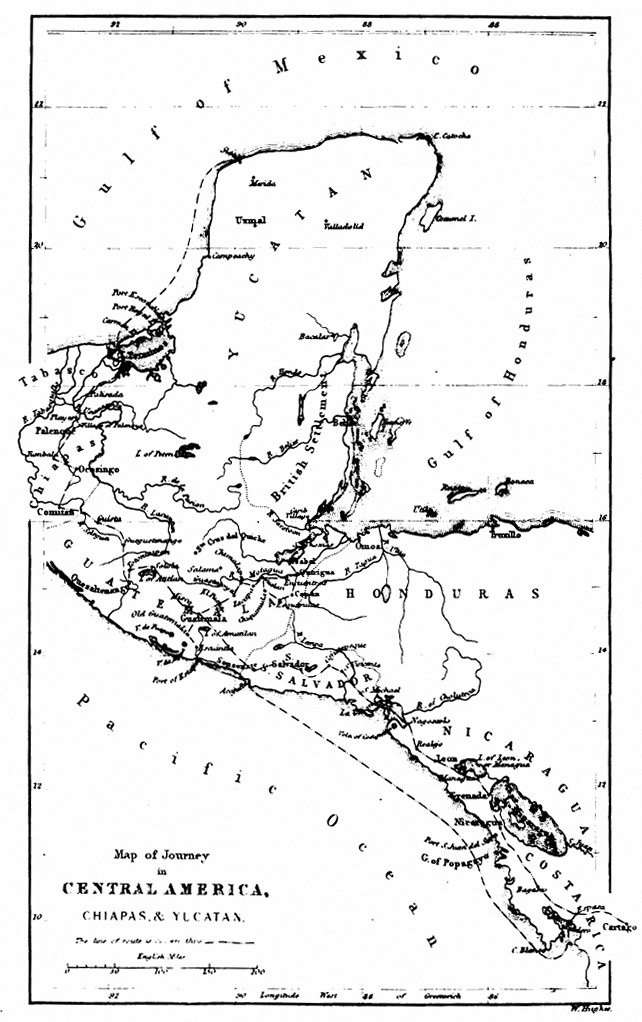
Carte du Guatemala en 1829. À noter que la frontière avec le Mexique, le Yucatán et le Chiapas n'est pas clairement définie.

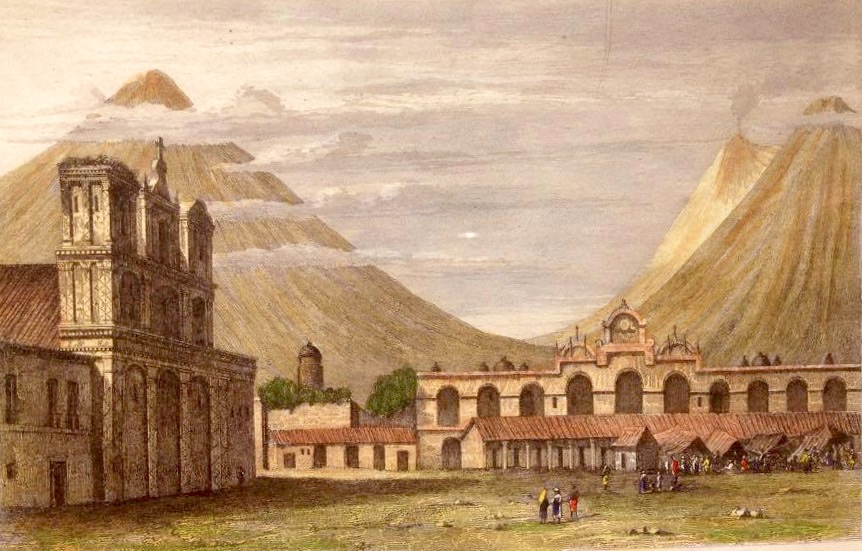
Plaza Central d'Antigua Guatemala en 1829. Le vieux Palacio de la Capitanía General est détruit après le séisme de 1773.

Après la victoire à San Miguelito, les forces de Morazán se voient renforcées par des volontaires guatémaltèques. Le 15 mars, Morazán est intercepté par les troupes fédérales à Las Charcas. Victorieux contre les fédéralistes, il se dirige ensuite vers San José Pinula et Aceituno avant d'exercer un siège sur Guatemala. Le général Verveer, ambassadeur du royaume uni des Pays-Bas qui est sur place pour négocier la construction d'un canal transocéanique au Nicaragua, tente de faire une médiation entre l'État du Guatemala et Morazán. Malgré ces négociations, les opérations militaires continuent.
Afin de se préparer au siège opéré par les troupes de Morazán, Aycinena décrète la loi martiale le 18 mars 1829. Néanmoins, Aycinena concède la victoire le 12 avril 1829 et un armistice est signé. Ensuite, Aycinena, son cabinet et l'ensemble des membres de sa famille sont assignés à résidence dans le manoir familial. Cependant, Morazán annule le pacte le 20 avril en raison de sa volonté de pousser hors du pouvoir les conservateurs et l'Église catholique qui exerce alors le monopole commercial pendant la période coloniale et qui n'est plus soutenu par les autres dirigeants centraméricains.
Durant ses batailles, Rafael Carrera est un jeune soldat de 15 ans dont la famille subit une humiliation face aux troupes de Morazán. José Batres Montúfar et Miguel García Granados sont également combattants durant le conflit et sont faits prisonniers. Manuel Francisco Pavón Aycinena, cousin de Aycinena y Piñol, est lieutenant-colonel dans l'Armée guatémaltèque.

### Exil
Le 26 avril 1829, de sa prison, Aycinena envoie une lettre à Morazán afin de protester contre l'annulation de l'entente d'armistice. Il indique qu'aucune raison ne justifie son annulation, que lui seul est responsable des évènements et que sa famille ne doit pas être inculpée,. Morazán décide alors d'expulser hors d'Amérique centrale l'ensemble des prisonniers et les membres du clergé en confisquant leurs biens. Aycinena tente de revenir au Guatemala six ans plus tard, mais est à nouveau forcé de s'exiler à Comitán au Mexique. Finalement, il parvient à faire un retour en 1837 et prend en charge une association de marchands conservateurs, la Consulado de Comercio.

### Mort
Alors de retour au Guatemala qui est sous la gouverne du général Rafael Carrera, Aycinena y Piñol laisse le contrôle du clan familial à Juan José de Aycinena y Piñol. Il meurt en 1855, alors que Manuel Francisco Pavón Aycinena parvient à faire nommer Carrera président à vie.

## Famille

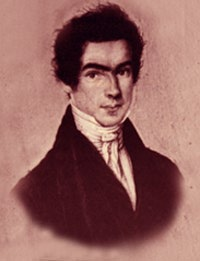
Mariano de Aycinena y Piñol (1789–1855)
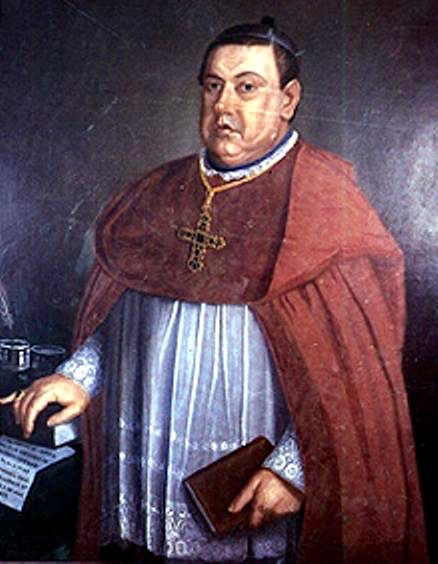
Juan José de Aycinena y Piñol (1792-1865)
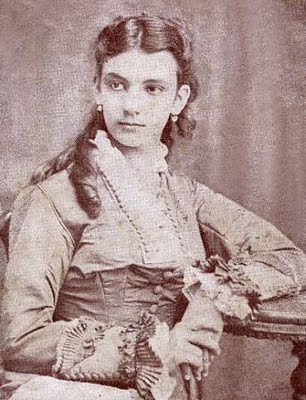
María Josefa García Granados (1795-1848)
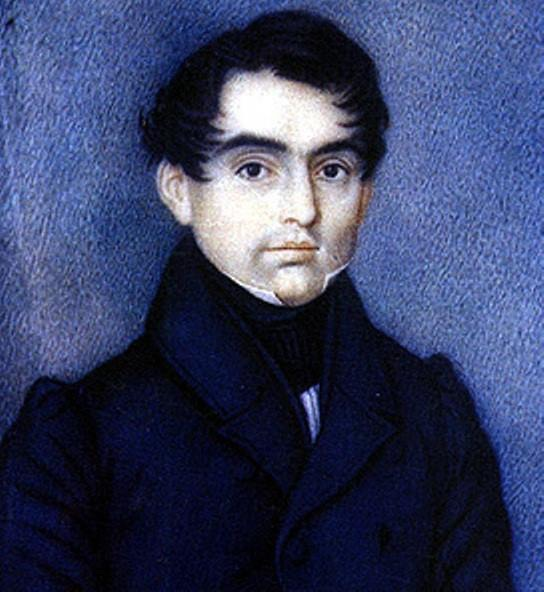
Manuel Francisco Pavón Aycinena (1798-1855)
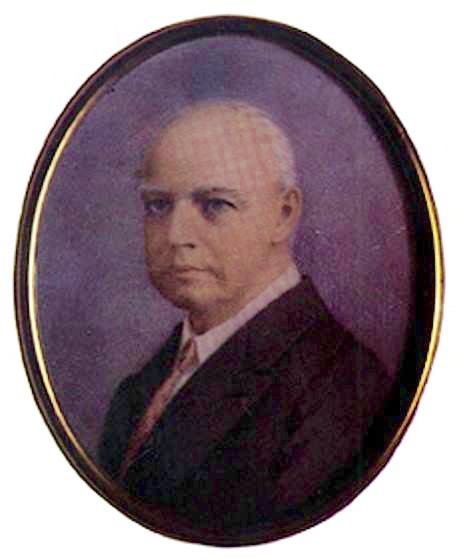
Pedro de Aycinena y Piñol (1802-1897), Président du Guatemala (avril-mai 1865)
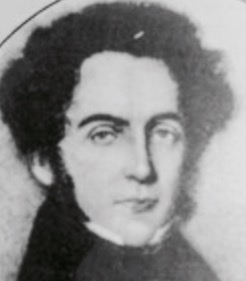
Luis Batres Juarros (1802-1862), maire de Guatemala (1845-1846)